# Sisawa
Sisawa (nep. सिसवा) – gaun wikas samiti w zachodniej części Nepalu w strefie Lumbini w dystrykcie Kapilvastu. Według nepalskiego spisu powszechnego z 2001 roku liczył on 836 gospodarstw domowych i 5890 mieszkańców (2729 kobiet i 3161 mężczyzn).